# Rhachotropis boreopacifica
Rhachotropis boreopacifica är en kräftdjursart som beskrevs av Edward Lloyd Bousfield och Hendrycks 1995. Rhachotropis boreopacifica ingår i släktet Rhachotropis och familjen Eusiridae. Inga underarter finns listade i Catalogue of Life.